# Руины Лоропени
Лоропени (фр. Loropéni) — развалины древнего города в южной части Буркина-Фасо, недалеко от границы с Ганой и Кот Д'Ивуаром, расположенные к западу от населённого пункта Гауа. Они являются наиболее хорошо сохранившимся примером укреплённого поселения в Западной Африке. Каменные руины его укреплений (стены и территория, окружённая ими) в 2009 году были занесены в Список Всемирного наследия ЮНЕСКО, став первым таким объектом в Буркина-Фасо. Площадь самой охраняемой территории составляет 11130 м², площадь окружающей руины буферной зоны, состоящей из лесов и сельскохозяйственных полей, — 278 га. Первоначальное предназначение этих руин остаётся предметом споров: по одной из версий, это руины дворца местного правителя Каан Ия, по другой — место для содержания рабов. Размеры и тип укреплений Лоропени очень сильно отличаются от сохранившихся укреплений на территории современной Нигерии и в верховьях реки Нигер, на территориях средневековых империй Гана, Мали и Сонгаи, что позволило исследователям отнести Лоропени к особому типу «золототорговых» поселений.

## История
Согласно исследованиям французского учёного Мадлен Пере (1923—2002), примерно в середине XVII века представители народа каан (ныне проживающие в Буркина-Фасо) покинули территорию современной Ганы, страдая от набегов со стороны народа ашанти, и, вероятно, мигрировали на северо-запад, на территорию нынешней Буркина-Фасо. Достигнув этой территории, они основали поселение Обире и изгнали местное население, куланго.
Одна из легенд связывает руины с Каан Ия, девятым королём династии каан, который хотел основать здесь столицу своего королевства, но в итоге этот план так и не был реализован. Сначала были возведены стены, окружающие крепость, затем внутренние стены и позже различные здания в самой крепости. Предположения о различных этапах строительства основываются, в частности, на изучении перемычек, которые соединяют различные стены. По другой версии, возведение крепости, вероятно, было связано с увеличением масштабов торговли рабами и золотом в Западной Африке в XVIII веке, а затем появилась необходимость в существовании полноценного укреплённого поселения на оживлённом торговом маршруте через Мопти, Дженне, Тимбукту и другие города.
На языке каан крепость называется кпокаяга (Kpõkayãga), что означает «оставленная крепость», — возможно, из-за внезапной кончины Каан Ия и отмены в связи с этим планов превратить это место в столицу. После отказа от данной идеи место было заброшено и фактически пустовало.
Народ каан занял бывшие территории куланго, и в течение какого-то времени две этнических группы соседствовали. Оба народа могли создать организованные социальные структуры и королевства, существовавшие на протяжении XVII и XVIII века. Представители народа каан в течение этого времени продолжали мигрировать на север, в то время как куланго мигрировали на юг, в область, ныне расположенную в Кот-д’Ивуаре.
Время строительства Лоропени являются предметом споров в научном сообществе, потому что современные методы строительства поселений, которые используют представители народа каан, аналогичны методам, при помощи которых, как считается, была построена крепость. На территории руин продолжают проводиться археологические раскопки с целью отыскать дополнительные артефакты, которые могли бы указать на настоящих строителей крепости.

## Архитектура
Руины Лоропени формально являются одними из множества руин укреплённых поселений, обнаруженных на территории Буркина-Фасо, Ганы и Кот-д'Ивуара. Руины поселений классифицируются по типу стен, окружающих их: круглые или квадратные/прямоугольные. Предполагается, что стены в Лоропени были построены вокруг поселения, которое само по себе было построено намного раньше, и иногда возведение поселения приписывают куланго, и квадратные стены предположительно были построены сравнительно недавно, когда каан изгнали куланго из этой области.
В большинстве руинированных поселений, за исключением Лропени, стены серьёзно повреждены. Только в этом поселении сохранилось более-менее значительное их количество (около 80% изначальных стен) высотой до шести метров. Толщина стен составляет от 1,4 м у основания до 30 см в самой верхней части. Изучая их структуру, исследователи пришли к выводу, что в изначальном виде укрепления были похожи по форме на прямую линию. Отклонения от этой прямой, которые можно заметить, вероятно, связаны с ростом деревьев и использованием местной земли в различных целях на протяжении многих лет. Стыки стен имеют полукруглую форму. До сих пор нет чётких доказательств, что в каких-то частях стен были ворота.
Стены были построены из камней круглой и овальной формы, которые скрепляли между собой песчаным раствором, грязью и другими различными материалами. Основания передних внутренних и внешних стен построены из камней и гравия. Верхняя часть стен построена только из гравия. Несколько участков стен были возведены из смеси раствора с глиной. В некоторых местах стен обнаружены небольшие остатки покрытия, бывшего когда-то, возможно, гипсовой штукатуркой.
Руины разделены на несколько зон двумя параллельными рядами внутренних стен, которые подходят к внешним стенам, и от этих стен сохранились некоторые фрагменты. В участках, сформированных внутренними стенами, имеются руины около 20 зданий с закруглёнными углами. Некоторые из зданий имеют высоту в 3 м, а некоторые из них сохранились лишь в виде фундаментов. В стенах есть также несколько групп «внутренних дворов», каждый из которых представляет собой пространство, окружённое тремя стенами зданий и без какой-либо двери.
В так называемой «буферной зоне» вокруг руин Лоропени также есть несколько групп руин круглых и квадратных зданий. В некоторых из этих зданий обнаружены следы занятий ремёслами, такие как точильные камни, в дополнение к следам доказательств обработки местными жителями железа и применения для строительства каменной кладки. Полноценного исследования этих руин до сих пор не проведено.